# ام‌اس پرینسندم (۱۹۸۸)
ام‌اس پرینسندم (۱۹۸۸) (به انگلیسی: MS Prinsendam (1988)) یک کشتی است. این کشتی در سال ۱۹۸۸ ساخته شد.